# Praefectus
A praefectus a Római Birodalomban, nem választott, hanem kinevezett (prae 'elé' + facere 'tenni, csinálni') polgári és katonai tisztségviselők megnevezése volt.

### Katonai és bírói hatalommal is rendelkező praefectusok
- A praefectus praetorio a principatus idején praetorianusok, a császári testőrgárda parancsnoka, a Róma körüli terület büntetőügyekben illetékes bírása volt. Diocletianus tetrarchiájától (300 körül) ők igazgatták négy praefecturára osztott birodalomban egyet-egyet.[2]
- A praefectus Aegypti a császári kormányzás alatt álló provinciák közé tartozó, de különleges helyzetű Egyiptom helytartója volt Augustus óta.[3]
- A praefectus Mesopotamiae a Septimius Severus által az egyiptomihoz hasonló státusba helyezett Mesopotamia provincia helytartója volt.[4]
- A praefectus urbi a köztársaság idején a távollévő consul által kinevezett teljes jogú helyettes volt Róma élén. A császárság idején először a császárt helyettesítette távollétében, majd tisztsége állandósult, mint a városi rendfenntartó csapatok (cohortes urbi) parancsnoka.[5]

### Rendfenntartó prefektusok
- A praefectus vigilum a félkatonai városi tűzoltócsapatok (cohortes vigilum) parancsnoka volt.[6]
- A praefectus vehiculorum az állami futárszolgálat felügyelője volt.[7]
- A praefectus civitatis egy frissen meghódított törzs felügyeletére a közeli légióból kirendelt tiszt, katonai kormányzó volt.[8]

### Gazdasági prefektusok
- A praefectus annonae a Római városi gabonabeszerzés elöljárója.[9]
- A praefectus frumenti dandi a Római városi gabonaosztás elöljárója.[10]
- A praefectus aerarii Saturni a Saturnus szentélyében elhelyezett államkincstár (aerarium Saturni) vezetője volt.[11]

### Katonai praefectusok
A légiók lovagrendű főtisztjei egy részét praefectusnak hívták:
- A praefectus legionis egy légió lovagrendű parancsnoka volt, például a praefectus Aegypti helyetteseként.[12]
- A praefectus legionis agens vice legati egy légió parancsnoka volt, aki lovagrendűsége miatt nem lehetett legatus legionis, amelyhez senatori rendűnek kellett volna lennie. Septimius Severus idején kezdték alkalmazni.[13]
- A praefectus castrorum a katonai tábor parancsnoka volt, a legióban rangban a harmadik parancsnok.[14]

A különféle segédcsapatok parancsnokainak egy része is praefectus volt:
- A praefectus socium a köztársaság idején egy a szövetségesek (socii) közül szervezett gyalogos vagy lovas segédcsapat római parancsnoka volt.[15]
- A praefectus cohortis egy gyalogos segédcsapat , egy auxiliaris cohors parancsnoka volt.[16]
- A praefectus alae egy 500 vagy 1000 fős lovas segédcsapat (ala) parancsnoka volt.[17]

Néhány segédcsapat praefectusainak külön nevük volt, hogy jelezze a csapat hovatartozását:
- Praefectus Laetorum (germán népek, főleg Galliában)
- Praefectus Sarmatarum gentilium (a sztyeppékről, főleg Itáliában)

Haditengerészeti praefectusok:
- A praefectus classis egy hajóraj, flottilla parancsnoka volt a 3. századtól.[18]

Egyéb praefectusok:
- Praefectus equitatus: lovasság parancsnoka.
- Praefectus equitum: lovasság parancsnoka.
- Praefectus fabrum: a fabri, azaz jól képzett mérnökök és kézművesek élén álló személy[19]
- Praefectus orae maritimae: tiszt, akinek feladata a tengerpart egy fontos szektorának irányítása és védelme.[19]

### Vallási praefectusok
- Praefectus urbi: a vallási korszak praefectusa, aki a várost őrizte a feriae latina éves áldozathozatala alatt az Alba-hegyen, amiben a consulok is részt vettek. Előző címe a "custos urbi" ("város őre") volt.

## Fordítás
Ez a szócikk részben vagy egészben  a   Prefect című angol Wikipédia-szócikk fordításán alapul.  Az eredeti cikk szerkesztőit annak laptörténete sorolja fel. Ez a jelzés csupán a megfogalmazás eredetét és a szerzői jogokat jelzi, nem szolgál a cikkben szereplő információk forrásmegjelöléseként.